# Jeannie Longo
Jeannie Longo (también conocida por su nombre de casada Jeannie Longo-Ciprelli; Annecy, 31 de octubre de 1958) es una deportista francesa que compitió en ciclismo, en las modalidades de ruta, pista y montaña. Fue campeona olímpica en Atlanta 1996, nueve veces campeona mundial en ruta y cuatro veces campeona mundial en pista.
Participó en siete Juegos Olímpicos de Verano, entre los años 1984 y 2008, obteniendo en total cuatro medallas: plata en Barcelona 1992 (ruta), oro y plata en Atlanta 1996 (ruta y contrarreloj) y bronce en Sídney 2000 (contrarreloj).
En carretera obtuvo catorce medallas en el Campeonato Mundial de Ciclismo en Ruta entre los años 1981 y 2001, y ganó en tres ocasiones el Tour de Francia (1987, 1988 y 1989).
Ganó diez medallas en el Campeonato Mundial de Ciclismo en Pista entre los años 1981 y 1989. Además, obtuvo una medalla de plata en el Campeonato Mundial de Ciclismo de Montaña de 1993, en la prueba de campo a través.

## Trayectoria
Comenzó su carrera deportiva como esquiadora de descenso, deporte en el que fue campeona universitaria. Fue entonces cuando su entrenador y marido, Patrice Ciprelli, le convencería para pasarse al ciclismo. Con 21 años ganó el Campeonato de Francia de ciclismo en ruta.
Aparte de sus logros deportivos, obtuvo la licenciatura en Matemáticas y se doctoró en Gerencia Deportiva.
En 2000 fue nombrada comendadora de la Orden Nacional del Mérito y en 2011 comendadora de la Legión de Honor. En 2002 fue elegida para formar parte del Salón de la Fama de la UCI.

### Dopaje
En noviembre de 1987, tras superar el récord mundial de 3000 m en Colorado Springs, dio positivo por efedrina en un control antidopaje.
A finales del 2011 y principios de 2012 fue investigada por dopaje. Primero por no presentarse a controles, y posteriormente por un registro en su domicilio en busca de EPO.

## Medallero internacional

### Ciclismo en ruta
| Juegos Olímpicos   | Juegos Olímpicos                  | Juegos Olímpicos  | Juegos Olímpicos |
| Año                | Lugar                             | Medalla           | Competición      |
| ------------------ | --------------------------------- | ----------------- | ---------------- |
| 1992               | Barcelona (España)                | Medalla de plata  | Ruta             |
| 1996               | Atlanta (Estados Unidos)          | Medalla de oro    | Ruta             |
| 1996               | Atlanta (Estados Unidos)          | Medalla de plata  | Contrarreloj     |
| 2000               | Sídney (Australia)                | Medalla de bronce | Contrarreloj     |
| Campeonato Mundial |                                   |                   |                  |
| Año                | Lugar                             | Medalla           | Competición      |
| 1981               | Praga (Checoslovaquia)            | Medalla de plata  | Ruta             |
| 1985               | Giavera del Montello (Italia)     | Medalla de oro    | Ruta             |
| 1986               | Colorado Springs (Estados Unidos) | Medalla de oro    | Ruta             |
| 1987               | Villach (Austria)                 | Medalla de oro    | Ruta             |
| 1989               | Chambéry (Francia)                | Medalla de oro    | Ruta             |
| 1993               | Oslo (Noruega)                    | Medalla de plata  | Ruta             |
| 1994               | Agrigento (Italia)                | Medalla de bronce | Contrarreloj     |
| 1995               | Duitama (Colombia)                | Medalla de oro    | Ruta             |
| 1995               | Duitama (Colombia)                | Medalla de oro    | Contrarreloj     |
| 1996               | Lugano (Suiza)                    | Medalla de oro    | Contrarreloj     |
| 1997               | San Sebastián (España)            | Medalla de oro    | Contrarreloj     |
| 2000               | Plouay (Francia)                  | Medalla de plata  | Contrarreloj     |
| 2001               | Lisboa (Portugal)                 | Medalla de oro    | Contrarreloj     |
| 2001               | Lisboa (Portugal)                 | Medalla de bronce | Ruta             |

### Ciclismo en pista
| Campeonato Mundial | Campeonato Mundial                | Campeonato Mundial | Campeonato Mundial     |
| Año                | Lugar                             | Medalla            | Competición            |
| ------------------ | --------------------------------- | ------------------ | ---------------------- |
| 1981               | Brno (Checoslovaquia)             | Medalla de bronce  | Persecución individual |
| 1982               | Leicester (Reino Unido)           | Medalla de bronce  | Persecución individual |
| 1983               | Zúrich (Suiza)                    | Medalla de bronce  | Persecución individual |
| 1984               | Barcelona (España)                | Medalla de plata   | Persecución individual |
| 1985               | Bassano (Italia)                  | Medalla de plata   | Persecución individual |
| 1986               | Colorado Springs (Estados Unidos) | Medalla de oro     | Persecución individual |
| 1987               | Viena (Austria)                   | Medalla de plata   | Persecución individual |
| 1988               | Gante (Bélgica)                   | Medalla de oro     | Persecución individual |
| 1989               | Lyon (Francia)                    | Medalla de oro     | Persecución individual |
| 1989               | Lyon (Francia)                    | Medalla de oro     | Puntuación             |

### Ciclismo de montaña
| Campeonato Mundial | Campeonato Mundial | Campeonato Mundial | Campeonato Mundial |
| Año                | Lugar              | Medalla            | Competición        |
| ------------------ | ------------------ | ------------------ | ------------------ |
| 1993               | Métabief (Francia) | Medalla de plata   | Campo a través     |

## Palmarés

### Juegos Olímpicos
- Medalla de oro de ciclismo en ruta en 1996
- Medalla de plata de ciclismo en ruta contrarreloj en 1996
- Medalla de plata de ciclismo en ruta en 1992
- Medalla de bronce de ciclismo en ruta contrarreloj en 2000

### Campeonatos del mundo
- Campeona del mundo de ciclismo en ruta en 1985, 1986, 1987, 1989 y 1995
- Campeona del mundo de ciclismo en ruta contrarreloj en 1995, 1996, 1997 y 2001
- Campeona del mundo de ciclismo en pista (persecución) en 1986, 1988 y 1989
- Campeona del mundo de ciclismo en pista (carrera a los puntos) en 1989
- 2 medallas de plata de ciclismo en ruta en 1981 y 1993
- Medalla de plata de ciclismo en ruta contrarreloj en 2000
- Medalla de plata de ciclismo en ruta contrarreloj por equipos en 1992
- 3 medallas de plata de ciclismo en pista en 1984, 1985 y 1987
- Medalla de plata de BTT en 1993
- 2 medallas de bronce de ciclismo en ruta en 1994 y 2001
- 3 medallas de bronce de ciclismo en pista en 1981, 1982 y 1983

### Campeonatos de Europa
- Campeona de Europa de cross country en 1994

### Campeonatos de Francia
- 58 títulos de campeona de Francia (primer título sobre ruta en 1979 y último en contrarreloj en 2011), en las especialidades: en ruta, de contrarreloj, de persecución, de carrera a los puntos, de campo a través (VTT), de contrarreloj por equipos.
- Campeona de Ile-de-France: persecución, carrera a los puntos, en ruta: de 1992 a 1996
- Campeona de Dauphiné-Savoie: en ruta, velocidad, persecución, carrera a los puntos: de 1977 a 1989

### Tour de Francia femenino
- Ganadora en 1987, 1988 y 1989
- 2.ª en 1985, 1986, 1992 y 1995
- 3.ª en 1996
- Clasificación por puntos en 1985, 1986, 1987 y 1988
- Clasificación de la montaña en 1989

### Otros
- 38 récords mundiales, incluidos 4 récords de la hora